# Proeve van Bekwaamheid (competenties)
Een Proeve van Bekwaamheid (afgekort: PVB) was een bewijsstuk van een leerling (gezel) dat deze over vakbekwaamheid beschikte, bijvoorbeeld ten tijde van het gildewezen.
In het zogenoemde Competentiegericht leren is het een toets om vast te stellen of een leerling de kennis, vaardigheden en houding heeft om zijn toekomstige beroep te kunnen uitoefenen. De proeve vindt plaats in de beroepspraktijk of in een nabootsing hiervan en wordt afgesloten met een gesprek waarin het verloop en het resultaat van de toets aan de orde komen. Ook de keuzes die de leerling heeft gemaakt worden hierbij besproken.